# 槐树店站
槐树店站位于中华人民共和国四川省成都市成华区中环路双店路段、中环路建材路段、双庆路、成洛大道槐树店路交叉口，是成都地铁4号线与7号线的地铁换乘站。

## 车站概要
本站位于中环双店路与槐树店路路口，4号线车站于2017年6月2日启用，7号线车站于2017年12月6日启用。本站在建设期间曾使用工程名“万年场站”。因7号线所使用的崔家店停车场的出入场线其中一端与本站相连，所以本站成为7号线内环方向列车的起止站。

## 车站构造
本站4号线车站是地下岛式站台车站，全长434.3米，标准段宽22.1米，岛式站台宽13米，总建筑面积23544平方米。7号线车站与4号线车站呈相交的“L”型换乘，左线长度407米，右线长度344米，主体结构为两柱三跨式。
|                              |  | 7号线外环（双店路） |
| 島式 · 開左邊车门 · 往 4号线 |  |                     |
|                              |  | 7号线内环（迎晖路） |

|                              |  | 4号线往万盛（万年场） |
| 島式 · 開左邊车门 · 往 7号线 |  |                       |
|                              |  | 4号线往西河（来龙）   |

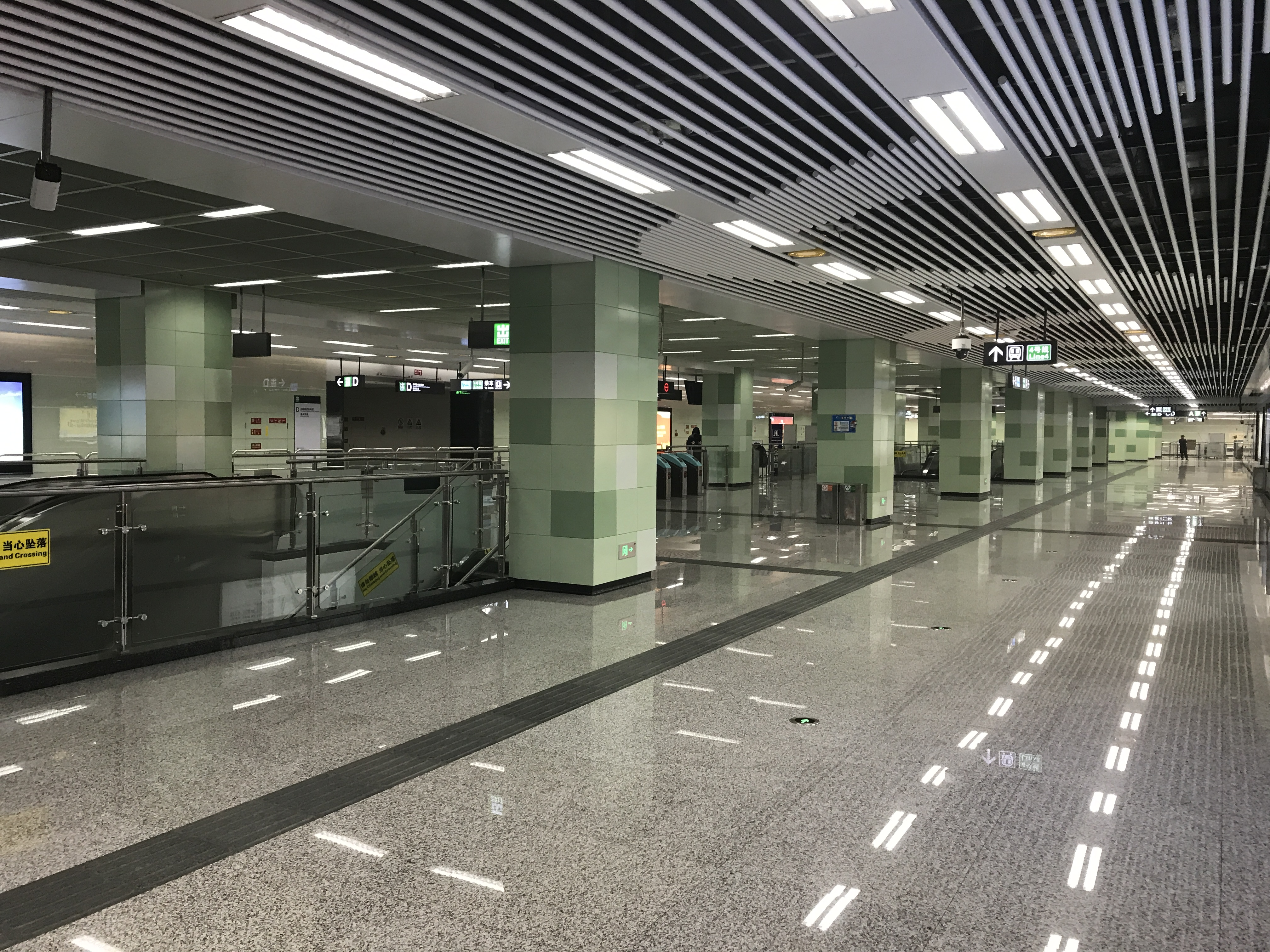
站厅层
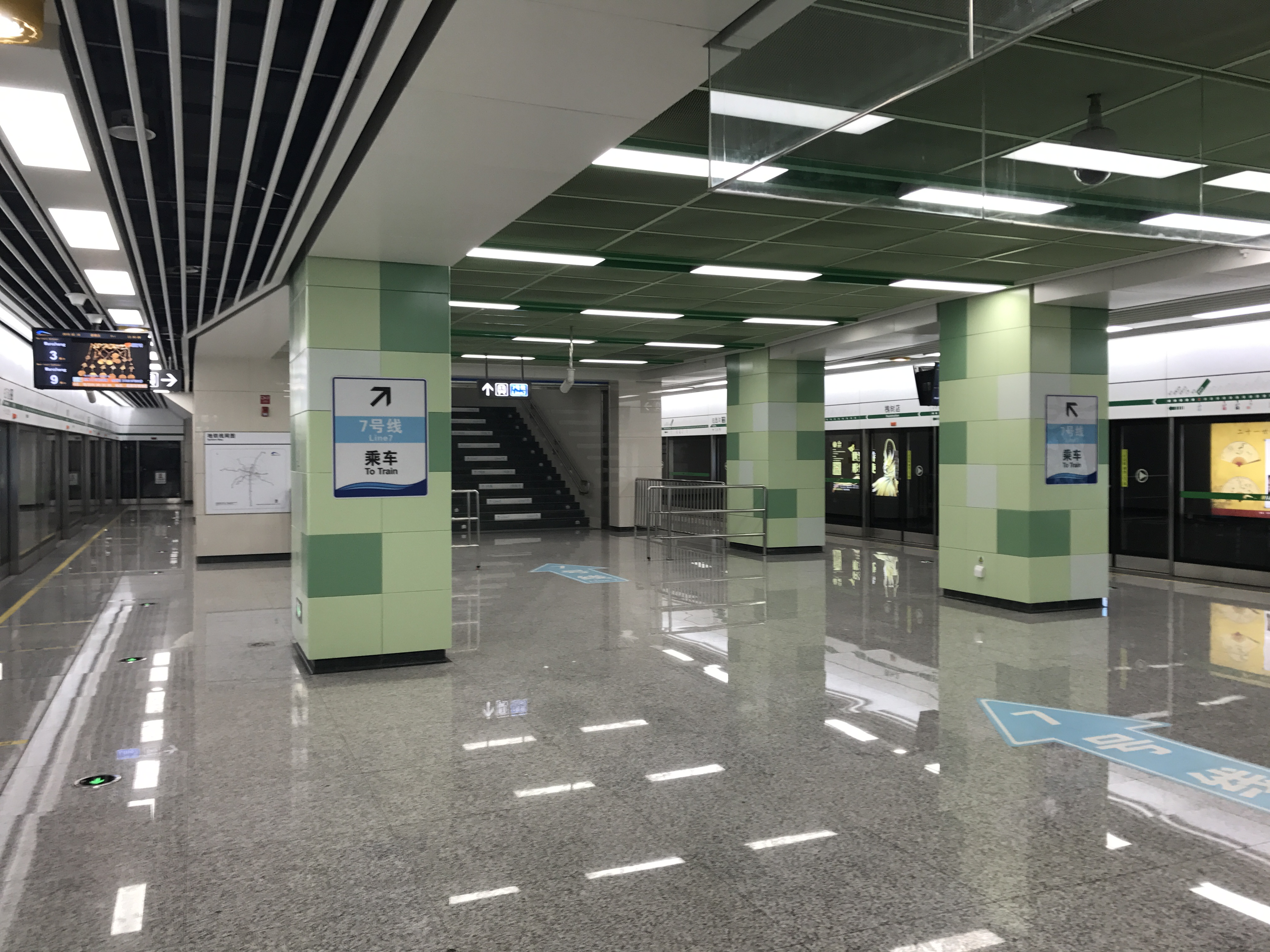
4号线站台层
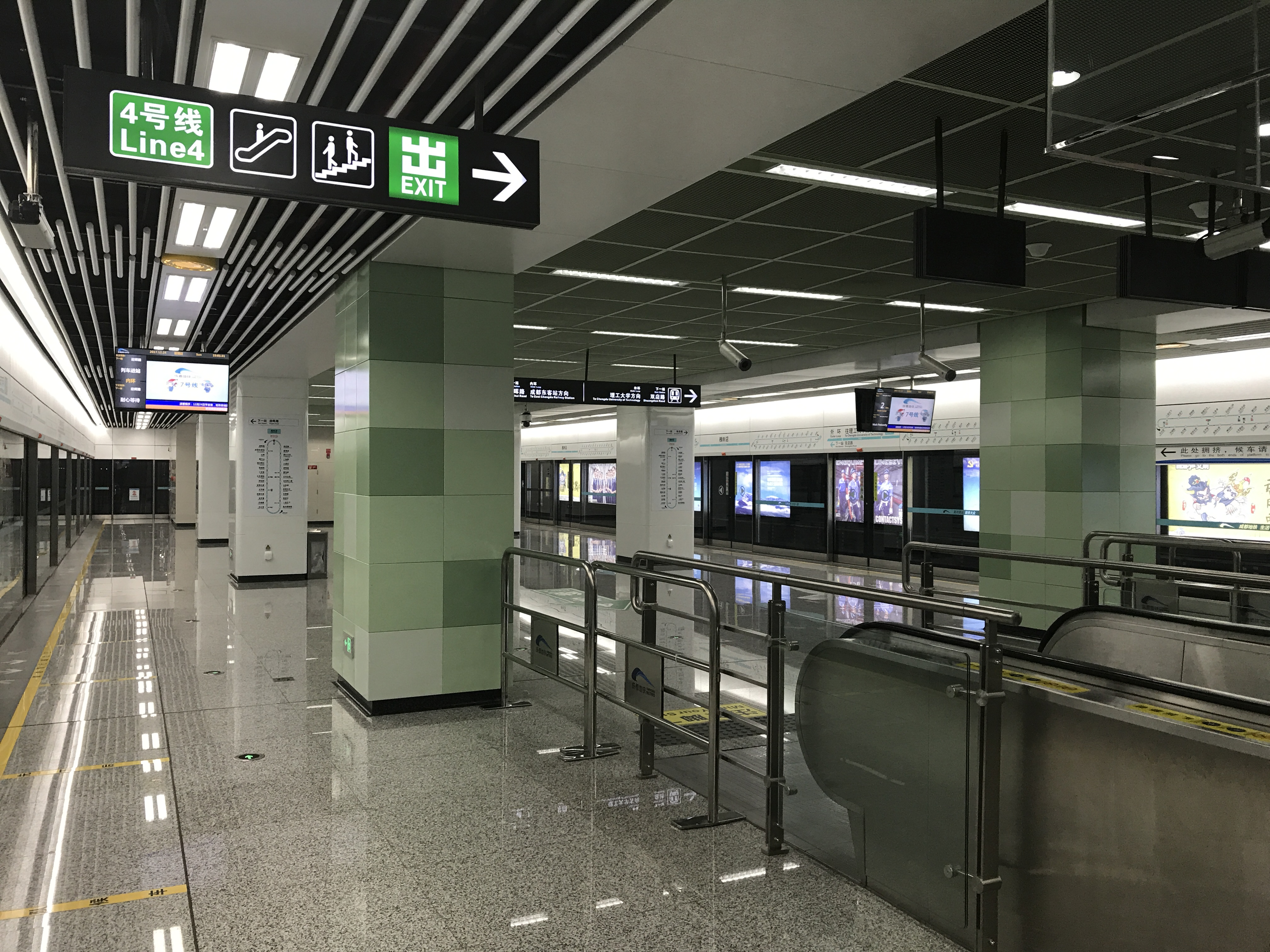
7号线站台层

## 出入口
本站目前开放9个出入口。
|              |              |                                    |      |
|              |              |                                    |      |
| 编号         | 设施         | 指示                               | 照片 |
|              |              | 槐树店路、中环路建材路段           |      |
| 出口 · A · 2 |              | 中环路建材路段、槐树店路           |      |
| 出口 · B     | 无障碍卫生间 | 槐树店路、中环路建材路段           |      |
| 出口 · C     |              | 槐树店路、长融街、中环路双店路段   |      |
| 出口 · D     |              | 中环路双店路段、槐树店路           |      |
| 出口 · E     | 无障碍电梯   | 中环路双店路段                     |      |
| 出口 · F     |              | 中环路双店路段                     |      |
| 出口 · G     |              | 中环路双店路段、长融西一路、长和街 |      |
| 出口 · K     |              | 中环路双店路段                     |      |

## 公交配套
槐树店公交站：5路;97路;98路;120路;200路;219路;260路;401路;857路;858a路;858路
槐树店路公交站：5路;97路;98路;101路;120路;237路;260路;401路;858路